# Paul Sirvin
Paul Sirvin, né le 15 juin 1891 à Vis-en-Artois et mort le 9 juillet 1977 dans le 16e arrondissement de Paris, est un architecte français.

## Biographie
Paul Albert Pierre Joseph Sirvin naît en 1891 à Vis-en-Artois. Il est connu pour avoir collaboré avec Joseph Bassompierre et Paul de Rutté au sein de l'Office des habitations à loyer modéré du département de la Seine. Ils ont notamment achevé ensemble la cité-jardin de la Butte-Rouge à Châtenay-Malabry.
Il est le père de Pierre Sirvin et le grand-père de Louis Sirvin, tous deux architectes.